# Steinkreuz Metzgerla

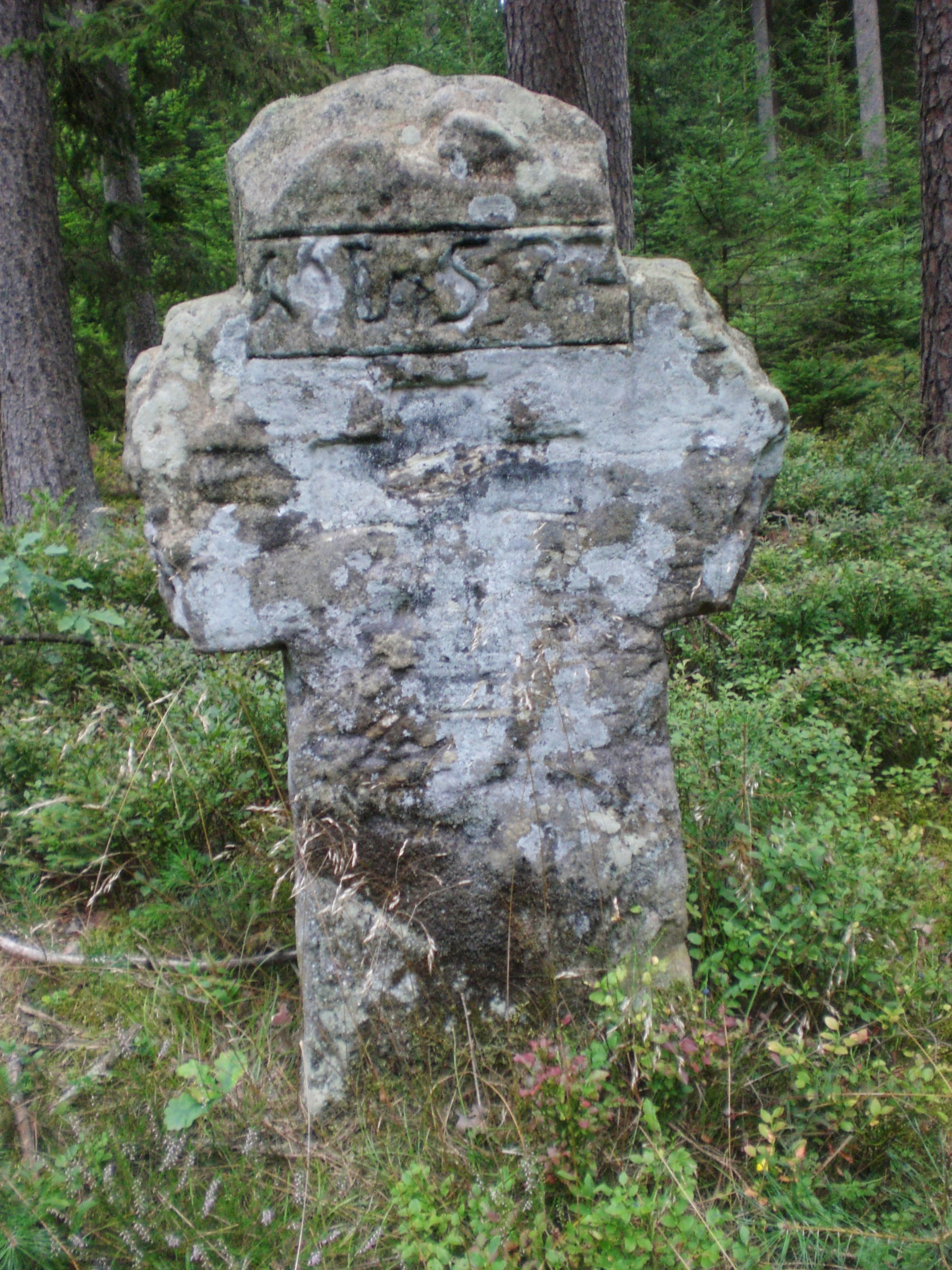
Steinkreuz Metzgerla

Das Steinkreuz Metzgerla ist ein historisches Steinkreuz bei Weiherhaus, einem Gemeindeteil des Marktes Feucht im mittelfränkischen Landkreis Nürnberger Land in Bayern.

## Lage
Das Steinkreuz befindet sich westlich einer Forststraße zwischen Altenthann und Weiherhaus etwas versteckt im Wald.

## Beschreibung

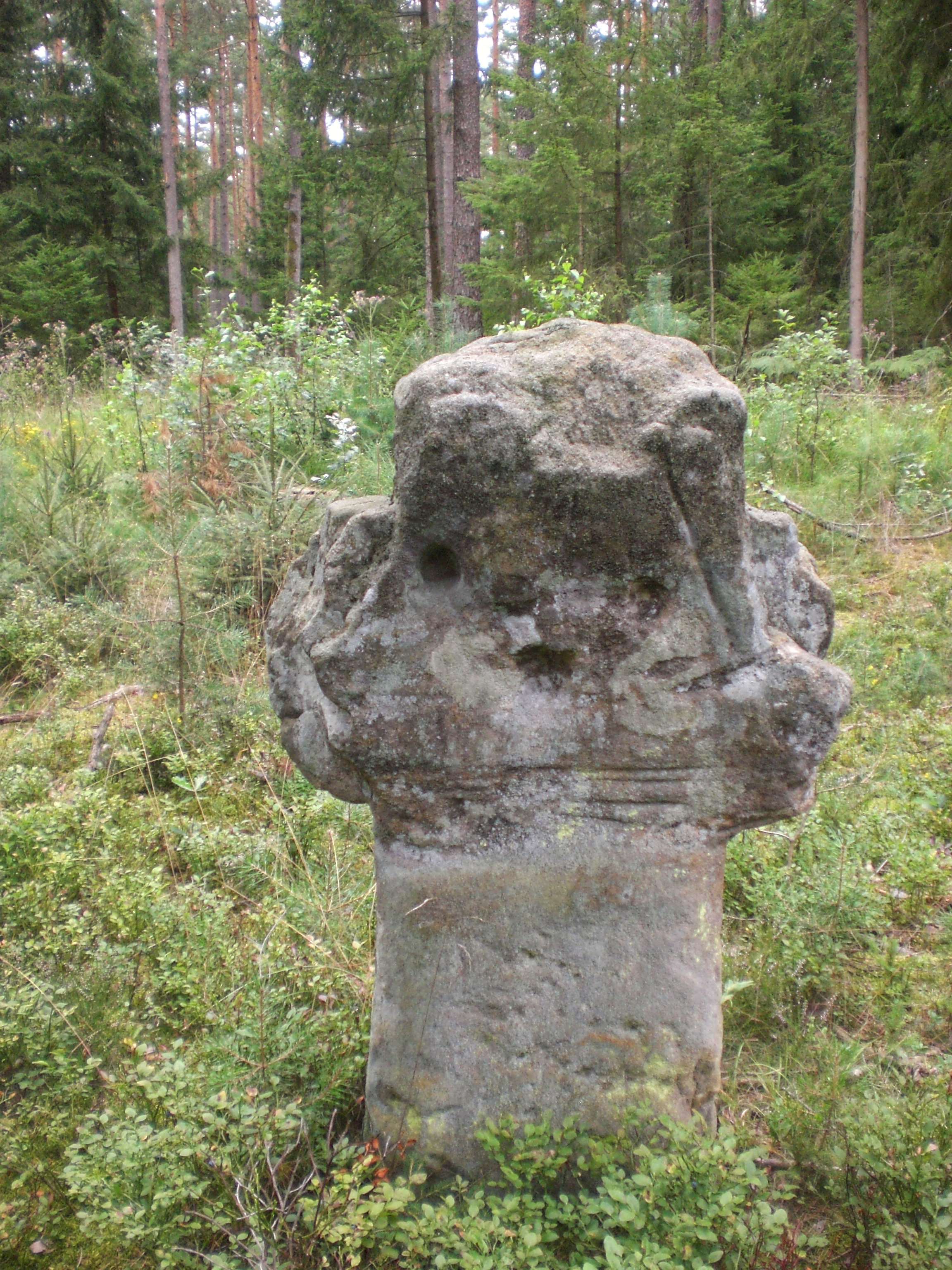
Die Rückseite

Das Sühnekreuz in lateinischer Form aus Sandstein ist etwa 120 cm hoch, 80 cm breit und 30 cm tief. Am Kopf und den Armen sind die Kanten abgeschlagen. Das Kopfteil trägt am Querbalken in einem eingerahmten Feld die Inschrift 16 JS 72. Auf der Vorderseite ist in neuerer Zeit ein breites lateinisches Kreuz eingeritzt worden. Darunter befindet sich ein als Vertiefung in den Stein eingearbeitetes Kreuz. Die Rückseite weist mehrere kreisrunde Näpfchen und Schleifrillen auf.

## Geschichte und Sage

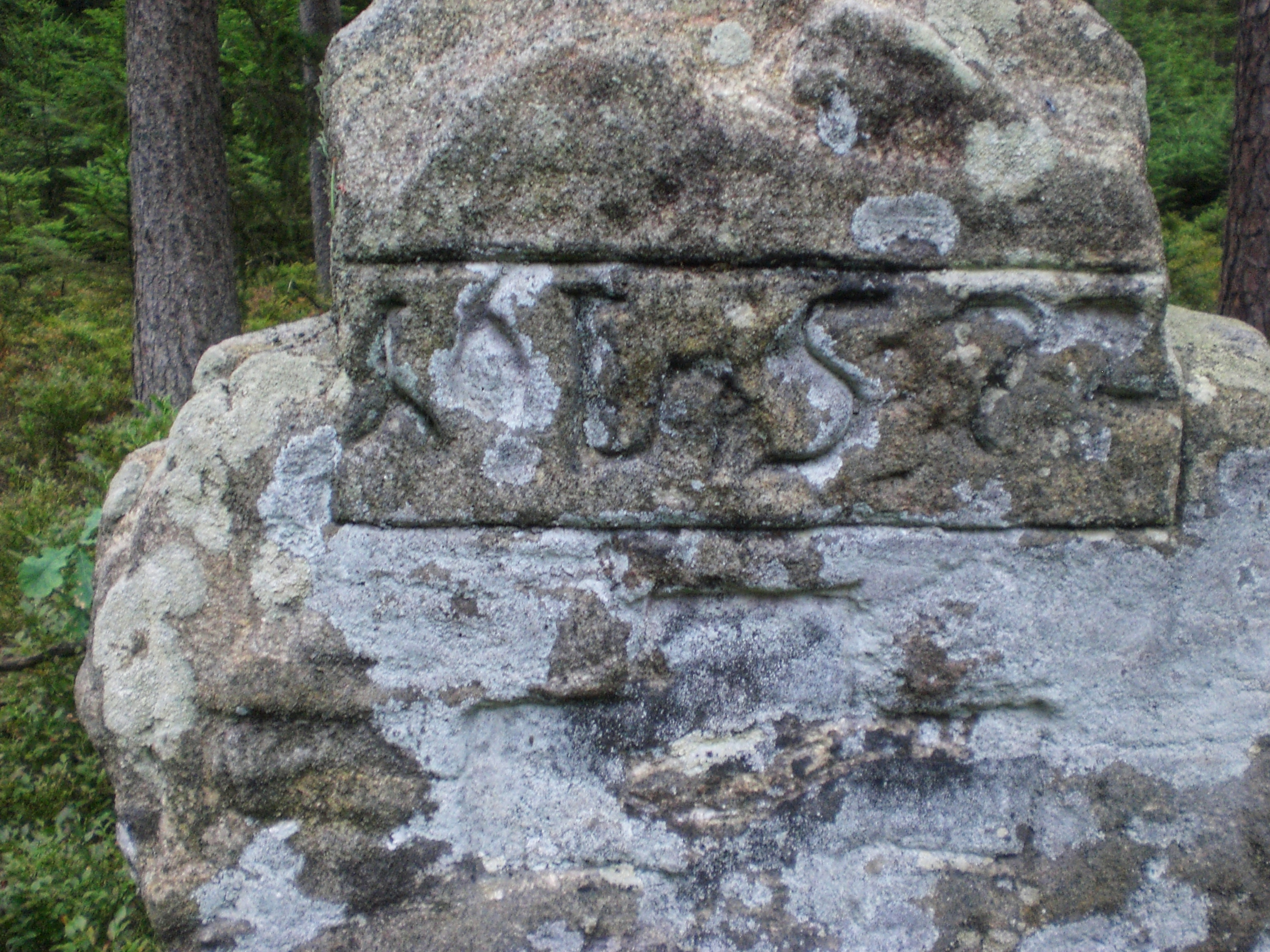
Einritzungen am Kopfteil

Das Relikt ist von 1672 und wurde vom Bayerischen Landesamt für Denkmalpflege als Baudenkmal ausgewiesen.
Von ihm wird erzählt, dass hier einmal zwei Metzgerburschen in Streit gerieten und dabei der einen den anderen erschlagen hat. Daher kommt auch der Name, das „Metzgerla“ (fränkisch für Metzger). Diese Sage hat jedoch auch starke Ähnlichkeit mit der urkundlichen Nachricht vom in der Nähe befindlichen „Roten Märterlein“ am Kalten Brunnen. Der Erschlagene vom Kalten Brunnen hieß Christof Stoll, daher kommen vielleicht auch die Initialen am Kopfteil J oder C und S. Die Jahreszahl heißt 1672, müsste dann aber nachträglich verändert worden sein und früher 1527 gelautet haben.
Dagegen bringt H. Wilimsky in den Altenthanner Sagen eine andere Version vom Tod des "Metzgerla" Hans Carl aus Gostenhof in der Nacht vom 7. auf 8. Dezember 1626 und liest dazu eine ältere Jahreszahl 1572.
Leider stehen uns aus dieser Zeit weder die Kirchenbücher von Feucht noch von Altdorf zur Verfügung, um diese Daten zu überprüfen.